# مراسم سوگواری درافغانستان
مراسم سوگواری یا عزا داری در افغانستان یکی از سنن مسلمانان کشور افغانستان می‌باشد. معیاد مراسم مرده داری از زمان مردن یا فوت یک شخص الی یک سال طول می‌کشد. این مراسم از لحاظ مذهبی دارای چندین مقصد می‌باشد. عمده‌ترین مقاصد ان تدفین باعزت یک شخص، خواندن دعاهاواستنجاب از خداوند بخاطربخشیدن خطا وسهوکه میت در دوران حیات خود نموده است، قراعت قرآن مجید، نمودن خیرات بمنظور سهل ساختن روح یک شخص در برابر جوابات سؤال عنکر و منکر در قبر، پاک و آرام نگاه داشت روح یک شخص می‌باشد. این سنن در نزد روشنفکران افغان تا حدودی قابل قبول بوده باقی سنن ناپسندیده شمرده می‌شود. در بسا مواردمرده داران بمنظور تکمیل چنین مراسم جایداد حیوانات زمین خودرا می‌فروشند. ویا اینکه خود را قرض دار می‌سازند. قبل از همه به یکتعداد از واژه بخصوص مراسم مرده داری معلومات کمی ارائیه می‌دارم.
- مقبره نام محل یک قبر راگویند.
- میت: شخص مرده یا فوت شده مذکر را می‌گویند. مؤنث آن میته است.
- جنازه: تخته که در بالای ان میت را انتقال می‌دهد.
- قبرکن مرده شویان تابوت سازان مردمان هستند که نسل به نسل به این شغل آشنائی کامل دارند.
- ساندی گویان زنان حرفوی اندکه تاریخچه یا مراحل حیات میت رابشکل مخصوص غمناک می‌سرایند. با سرودن همه را به گریان می‌آورند.
- قبر: محل است که مرده در آن دفن می‌گردد. یک قبربشکل مستطیل حفر می‌شود. ارتفاع قبر از۱۴۰–۲۰۰ سانتی‌متر عرض ۶۰ ال۷۰ سانتی. طول ۲متر می‌باشد؛ که نظر به سن میت قبرنیز فرق می‌کند. قبر دارای دو قسمت اند قسمت جایگاه تابوت و جایگاه تخته سنگها. قسمت تخته سنگ‌ها ۴۰ سنتی از جایگاه تابوت عریض تر است. قبر طوری حفر می‌شود که سر مرده بطرف قبله مسلمانان باشد
- مراسم سوکواری در افغانستان دارای چند مراحل است که ذیلاًنگاشته می‌شود.

## جمع شدن قوم خویش همسایه‌ها و نزدیکان
زمان که یک شخص می‌مرد فوراً خویشاوندان واقارب ان در خانه میت تشریف می‌آورند. طور عاجل ریش سفیدان و متجربین باهم نشستی کوتاه می‌نمایند. درین مراحل به‌طور تقریبی مصارف را می‌سنجند و از مرده داران سؤال می‌نمایند که چه حدود رامیتواند بپردازد. بقیه را دربسیاری موارد اقارب اعانه می‌پردازند. ریش سفیدان به هرنفر از اقارب ونزدیکان وظایف دریافت قبرکن و مرده شوی، ملا یا قاری، خریدن مواد اعاشه، جستجو ظروف طعام خوری، خریدن تابوت یا چهارپائی احوال به ملا امام مسجد و غیره را می‌دهند. کسانیکه مسافر یا کس وکوی نداشته باشند. مرده را در مسجد آورده مسلمانان در دفن آن همکاری می‌نمایند. در خانه میت زنان در اتاق دیگر به فریادهای تحمل ناپذیر می‌پردازند؛ که از فاصله‌های دور فغان وناله آن‌ها شنیده می‌شود. هر زن که جدیدآداخل خانه می‌شود. یک طوفان گریان آغاز می‌شودبه خانم نو آمد زنان می‌گویند که ()عزیزت مرد باگفتن ان طوفان چندبرابر می‌شود. مردان بیکار سرخودرا داخل گریبان گرفته آرام آرام می‌گریند. مردم قبل از دفن مرده اطفال خودرا با خودنمی آورند. می‌گویند سایه مرده سراولادشان نیفتتد.

## شستن میت وتابوتکردن
پس ازمردن شخصی دوستان و اقارب آن زناخ و دو پنجه پاهای آن را می‌بندند وروی به قبله می‌خوابانند. بالای آن آیتها از قرآن کریم را می‌خوانند. سپس دریک محلی شستشوی می‌نمایند. چشمان مرده را سرمه می‌کنند. برای اینکه مرده بوی ندهد. مرده وکفن آنر زعفران یا عرق گل گلاب می‌پاشند. برای اینکه سایه مرده بالای دیگران تاٌ ثیر نکنند بوربور را در یک ظرف می‌سوزانند. بوربور ماده است که دود خوشبودارد معمولاً با اسپند یک جا سوختانده می‌شود. بخصوص زمانیکه مرده از خانه کشیده می‌شود. شستن مرده در مذاهب واقوام افغانستان فرهنگ کمی مختلف دارد.

## مراسم وتشییع جنازه
زمانیکه مرده را از خانه می‌کشند همه دعا و پناه می‌خوانند. هر مسلمان روی سرک باید مطابق شریعت اسلامی جنازه یک مرده را هفت قدم با دیگران باید انتقال دهند. با رسیدن به مسجد مردم همه رو به قبله استاده و میت را پیش روی صف اول می‌گذارند. ملاامام ۴ تکبیر را با کلمه اله اکبر می‌خوانند.

## مراسم تدفین
پس از نماز جنازه را درقبر می‌گزارند برای چند دقیقه روی آن را بازمی‌گذارند تا همه برای آ خرین بارعزیز خودرا ببینند. ملا امام یا شخصی زندگی‌نامه میت را تشریح می‌کند. در اخیر همه بگویند این میت مسلمان و آدم خوب بود جایش جنت باشد. سپس هرنفر باید حد اقل ۷ بیل خاک را بالای میت بپردازند. پس از دفن حلوا به روح مردگان توزیع می‌شود. دراخیرمرده داران دست به سینه ایستاد شده مردم جوقه جوقه برای فامیل مرده دار ابراز تصلیت و همدردی می‌کنند. مرده دار غرض غم شریکی مردم را به نهار دعوت می‌کنند؛ و هم اعلان می‌کند درکدام مسجد وکدام روز فاتحه گرفته می‌شود.

## ساندی خواندن زنان
ساندی خوانان زنان متجرب و حرفوی میاشند که سوانح وگذشته‌های میت را با کشیدن آوازهای مخصوص و خیلی غمناک از گلو درمی‌آورند. دربعضی آلات مردم ساندی خان را کرائی می‌آورند؛ ولی آکثرآ اعضای فامیل مثلاً خواهر مادر یا دختر میت ساندی خوان می‌شود. اقارب نزدیک او را معاونت می‌کنند. این حادثه در دو روز فاتحه و شب‌های جمه الی چهل روز دوام می‌کند.

## مراسم فاتحه داری
روز اول که میت دفن می‌شود روز جنازه می‌گویند. دو روز دیگر را معمولاً از ساعت ۸–۱۲ فاتحه می‌گیرند تا دوستان در غم شریکی شرکت نمایند. مرده دار درین دو روز تا حد توان برای شرکت‌کننده گان غذا تهیه می‌نمایند. در افغانستان فاتحه مردانه در مسجد و زنانه در خانه میت گرفته می‌شود.

## شب جمعه
می‌گویند الی چهل روز مرده در شب جمعه به خانه خود می‌آید. بدین منظور مرده داران درشب جمه نزدیکان خودرا جمع کرده گریه وناله مینما یند. ودرین شب برای فقرا و ناداران غذا و حلوا خیرات می‌نمایند تا روح مرده آرام باشد.

## چهل مرده
در روز چهلم مرده دارتو سط قاریان قران ختم ۳۰ سپاره قران کریم را می‌نماید و گلم مرده جمع می‌شود. در بسیاری محلات لباس و اشیا میت را به مردم صدقه می‌دهند.

## شب مرده ها (شوموردا)
در افغانستان روایت است که روح مرده در ماه برات برای یک شب در سال به خانه خود میآید. درین شب همه مرده داران حلوا و نهار به غریبان صدقه می‌دهند.

## سال مرده
زمانیکه یکسال از فوت میت می‌گذرد اقارب نزدیک میت غرض یاد بود عزیز خود در خانه میت تشریف می‌آورند. درین روز چندین قاری و دوستان میت ۳۰ سپاره قرآن را ختم می‌کنند. مرده دار به حد توان خود برای عزیزان غذا تهیه می‌دارد.

## پیوند بیرونی
- جشن جنازه نوشته شفیق پیام از شهر مزار شریف در وبگاه بی‌بی‌سیhttp://www.afghanistanonlineforums.com/cgi-bin/yabb2/YaBB.pl?num=1066762077/80[پیوند مرده]